# فرودگاه نیروی هوایی سلطنتی استرالیا در پایگاه پیرس
فرودگاه نیروی هوایی سلطنتی استرالیا در پایگاه پیرس (به انگلیسی: RAAF Base Pearce) یک فرودگاه نظامی است که یک باند فرود آسفالت دارد و طول باند آن ۱۶۹۱ متر است. این فرودگاه در کشور استرالیا قرار دارد و در ارتفاع ۴۹ متری از سطح دریا واقع شده است.